# یواس‌اس ترگو (ای‌کی‌ای-۷۸)
یواس‌اس ترگو (ای‌کی‌ای-۷۸) (به انگلیسی: USS Trego (AKA-78)) یک کشتی بود که طول آن ۴۵۹ فوت ۲ اینچ (۱۳۹٫۹۵ متر) بود. این کشتی در سال ۱۹۴۴ ساخته شد.